# جو بيري (لاعب كرة قاعدة أمريكي)
جو بيري (بالإنجليزية: Joe Berry)‏ هو لاعب كرة قاعدة أمريكي، ولد في 16 ديسمبر 1904 في هانتسفيل في الولايات المتحدة، وتوفي في 27 سبتمبر 1958 في آناهايم في الولايات المتحدة بسبب حادث مرور.

## وصلات خارجية
- جو بيري على موقع دوري كرة القاعدة الرئيسي (الإنجليزية)
- جو بيري على موقعبيزبول رفرنس.كوم (الدوري الرئيسي) (الإنجليزية)
- جو بيري على موقعبيزبول رفرنس.كوم (الدوري الثانوي) (الإنجليزية)
- جو بيري على موقع مشجعي الرسوم البيانية (الإنجليزية)